# Detlef Kästner
Detlef Kästner (Wurzen, 20 de març de 1958) és un ex boxejador alemany que va competir en representació de la República Democràtica Alemanya (RDA) als Jocs Olímpics d'Estiu de 1980 a Moscou, Unió Soviètica. Va obtenir la medalla de bronze a la categoria de pes mitjà lleuger (– 71 kg), en ser derrotat a la semifinal pel soviètic Aleksandr Koshkyn.

## Palmarès
- Passada de primera volta.
- Victòria contra Adeoye Adetunji (Nigèria) KO 3
- Victòria contra Leonidas Njunwa (Tanzània) 5-0
- Derrota contra Aleksandr Koshkyn (Unió Soviètica) 0-5